# Polygala persimilis
Polygala persimilis är en jungfrulinsväxtart som beskrevs av Günther von Mannagetta und Lërchenau Beck. Polygala persimilis ingår i släktet jungfrulinssläktet, och familjen jungfrulinsväxter. Inga underarter finns listade i Catalogue of Life.